# Brachinus variventris
Brachinus variventris – gatunek chrząszcza z rodziny biegaczowatych i podrodziny Brachininae. Endemit Hiszpanii.
Gatunek ten opisany został po raz pierwszy w 1862 roku przez Ludwiga Wilhelma Schaufussa.
Chrząszcz o ciele długości od 5 do 7 mm. Głowa, czułki i sercowate przedplecze są rdzawoczerwone. Barwa głaszczków jest żółtoczerwona. Pokrywy są wysklepione, o bokach bardziej niż u B. brevicollis i strzela bombardiera równoległych. Zawsze są jednobarwne, metalicznie zielone lub niebieskie, bez rdzawego paska przyszwowego czy innych znaków. Mają wystające kąty barkowe, silniej niż u B. brevicollis i strzela bombardiera zaznaczone rzędy, niewyniesione żebrowato międzyrzędy oraz wyraźne i głębokie punktowanie. Błoniaste obrzeżenie wierzchołkowej krawędzi pokryw jest pozbawione długich szczecinek, co najwyżej ma bardzo drobne i bardzo delikatne rzęski. Odnóża są rdzawoczerwone. U samca stopy przedniej pary mają trzy człony nieco rozszerzone, a pośrodku tylnej krawędzi siódmego sternitu odwłoka znajduje się głębokie wycięcie. Genitalia samca cechują się edeagusem o wyprostowanym wierzchołku.